# Point de divergence
 (29 janvier 2016).
Dans le genre littéraire de l'uchronie, le point de divergence, parfois appelé événement divergent, est le moment où l'histoire réelle et l'histoire uchronique divergent. Comme exemples de points de divergence fréquemment employés dans les uchronies, mentionnons la mort précoce ou retardée d'un personnage historique, provoquant un retard dans les sciences, le changement du cours d'une guerre ; l'apparition d'un personnage n'ayant pas existé, qui prend la place d'un autre connu; une catastrophe inconnue ou différente dans notre histoire; une décision différente d'un personnage historique.
Dans une citation célèbre, l'écrivain de science-fiction Isaac Asimov exprime comment le point de divergence met en évidence le caractère contingent de l'histoire : « Il y a tant d'occasions où le destin de l'humanité semble n'avoir dépendu de la survenue que d'un évènement singulier, lequel aurait pu advenir de cette manière ou d'une autre avec une égale probabilité ».
Le point de divergence peut être évident et la divergence immédiate (dans Resurrection Day de Brendan DuBois, une décision différente dans la crise des missiles de Cuba mène à une guerre atomique immédiate), ou infime avec des effets à très long terme (dans Un coup de tonnerre, nouvelle de Ray Bradbury puis film de Peter Hyams, un papillon écrasé au Mésozoïque change le résultat des élections américaines).

## Critères du point de divergence

### Un moment essentiel
D'après les définitions, le point de divergence est un composant obligatoire dans une uchronie, car il marque la bifurcation par rapport à l'histoire véritable et l'entrée en uchronie. Stéphanie Nicot et Éric Vial se posent la question de savoir « si l'uchronie peut faire l'économie de l'évènement fondateur, et du récit – même succinct – de ce qui a mené d'une trame historique auparavant semblable à la nôtre à un monde différent de celui que nous connaissons ? ». Certains auteurs s'attardent sur cet évènement, d'autres l'évoquent subrepticement au cours du roman, d'autres encore ne l'évoquent même pas, mais il n'en reste pas moins présent sous une forme implicite.
Pour Jacques Boireau, « le point de départ de l'uchronie est forcément pauvre car celle-ci s'appuie sur un temps connu de l'élève moyen en fin de scolarité primaire ». Même s'il est vrai que les points de divergence les plus souvent utilisés vérifient bien cette propriété (époque napoléonienne, Seconde Guerre mondiale, Empire romain, etc.), il faut toutefois prendre en compte que l'élève moyen en fin de scolarité primaire n'a pas les mêmes connaissances suivant sa nationalité.

### Une vision événementielle de l'histoire
Toujours dans ce même article, Boireau précise sa pensée : « L'auteur d'uchronie est contraint, par le public auquel il s'adresse, de choisir un moment connu, un moment essentiel de l'histoire. Un moment ou un personnage. L'histoire de l'uchronie est encore, contrainte et forcée, une histoire des grands hommes, une histoire événementielle ». En effet, d'après Éric B. Henriet, une grande majorité d'entre eux placent un grand homme, au premier rang desquels on retrouve très souvent Napoléon ou Adolf Hitler, au centre de leur point de divergence.

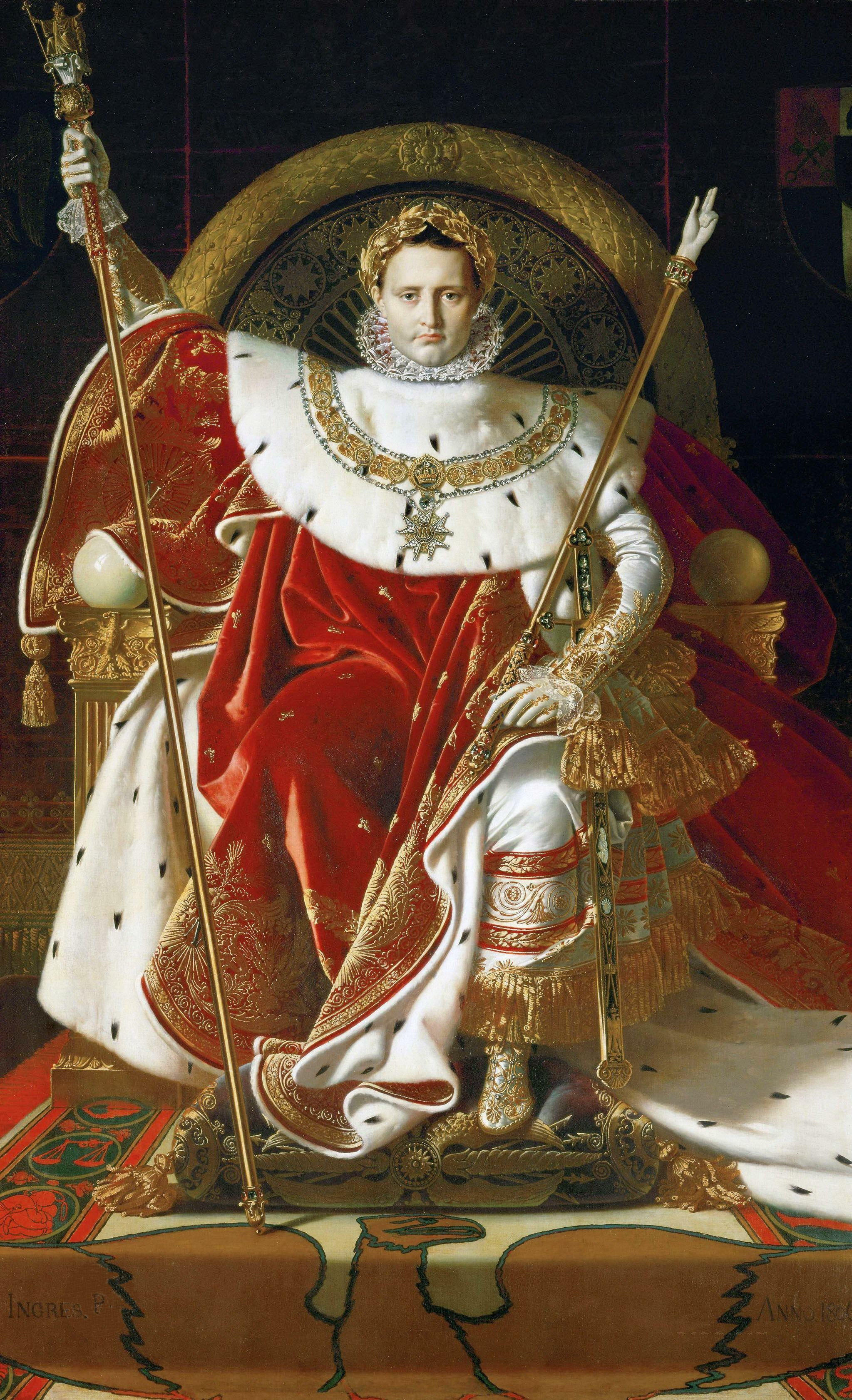
L'épopée napoléonienne a donné aux uchronistes un terreau fertile.

Ainsi, comme le fait remarquer Denis Guiot, « basée sur l’événementiel et l'homme providentiel, l'uchronie est aux antipodes de la conception marxiste de l'Histoire qui considère le développement des forces productives comme la base du devenir historique ». Guiot fait bien d'opposer cette vision événementielle à celle marxiste. Cela évoque d'entrée les liens entre la manière d'écrire une uchronie et la manière d'appréhender l'Histoire.
Imaginons une uchronie sur la Révolution française. L'auteur événementiel fera mourir Robespierre, Danton, Marat et Desmoulins jeunes ou, en tout cas, avant 1789, et utilisera ceci pour dire que la Révolution française n'a soit pas eu lieu, soit qu'en l'absence de leader, elle fut étouffée dans l'œuf.
L'auteur marxiste opposera à ceci que le développement du commerce et de la bourgeoisie étant trop freiné par les institutions en place, la Révolution française aurait eu lieu de toute manière. Peut-être différemment, peut-être plus tard, peut-être en aurait-il fallu plusieurs, mais toujours l'absolutisme aurait toujours été renversé et une république ou une monarchie parlementaire lui aurait fatalement succédé. Comme le dit Paul Veyne : « en 1789, les intérêts de classe de la bourgeoisie victorieuse se heurtaient au manque d'un grand homme, mais le poids de ces intérêts étaient si grand qu'ils auraient de toute façon vaincu le frottement ; même si Bonaparte n'était pas né, un autre sabre se serait levé pour occuper son rôle ».
Mais le marxisme est loin d'être la seule conception à dépasser la prééminence de l'événement dans l'historiographie. Déjà l'historien belge Pirenne faisait, entre les deux guerres, appel à la synthèse historique et à la perspective comparatiste. Mais c'est surtout l'école des Annales en France qui marqua le dépassement de l'histoire événementielle, et la redéfinition du concept de "fait historique", avec les œuvres de Fernand Braudel, puis de Marc Bloch et Lucien Febvre, et de leurs successeurs.
Dans la vision événementielle, la liste des moments où l'histoire de l'humanité aurait pu devenir autre semble infinie. Cependant, comme le fait remarquer Eric B. Henriet, « l’événement fondateur doit être crédible » Stéphanie Nicot et Eric Vial enfoncent le clou : « les événements susceptibles de changer en profondeur la face du monde ne sont finalement pas aussi nombreux qu'on pourrait le croire ».
Effectivement, choisir de faire triompher Napoléon à la bataille de Waterloo ou Lee à la bataille de Gettysburg et dire que cela suffit pour justifier de la victoire finale du Premier Empire ou des États confédérés d'Amérique ne répond pas à la demande de crédibilité.
Louis Geoffroy ne s'y trompe pas. Dans son Napoléon et la conquête du monde, 1812-1832, il ne tombe pas dans le piège classique de transformer Waterloo en une victoire française. Il préfère faire diverger l'histoire juste avant la Bérézina et est plus « crédible » quand il explique qu'avec une campagne de Russie victorieuse, Napoléon se retrouvant avec l'Angleterre comme seule ennemie, peut assurer la pérennité de son Empire, même si la crédibilité n'était pas l'objectif premier de Geoffroy.
Alexandra de Vladimir Volkoff et Jacqueline Dauxois choisit clairement l'option de l'homme providentiel. Leur point de divergence est l'assassinat de Lénine, encore en Suisse. La révolution bolchévique ne peut pas avoir lieu sans celui qui la symbolise, et le tsar Nicolas II parvient à amener l'Europe à la paix sans passer par le traité de Versailles. Les auteurs usent alors d'un subterfuge, et le roman fait un bond en avant de plusieurs décennies pour retrouver une Russie ultralibérale, ultracapitaliste, corrompue et décadente. Le roman se contentant ensuite de raconter l'histoire d'Alexandra, jeune tsarine qui lutte pour redonner son âme à la Sainte Russie.
Un autre exemple d'uchronie évènementielle est la nouvelle Lucky Strike de Kim Stanley Robinson. Opposant résolu au Ronald Reagan au début des années 1980 et des sursauts de la Guerre froide, à ses aventures en Amérique centrale et à son militarisme, Kim Stanley Robinson imagine un monde où le colonel Paul Tibbets et son équipage se tuent lors d'une mission d'entraînement, quelques jours avant le bombardement d'Hiroshima. Le bombardier de l'équipage remplaçant, Frank January, se refuse au dernier moment d'appuyer sur le bouton de largage et lâche finalement la bombe A sur une zone désertique. Le Japon capitule néanmoins devant la démonstration de force, mais le pilote est fusillé pour trahison. L'aumônier qui l'assiste, convaincu, construit un mouvement pacifiste international qui permet un désarmement total de l'Est à l'Ouest.
Dans une de ces nouvelles, Un coup de tonnerre, Ray Bradbury pousse à l'extrême le principe de l'uchronie évènementielle. Cette nouvelle ne répond pas aux critères des puristes pour être considérée comme une véritable uchronie puisqu'on y trouve un voyage dans le passé, mais il convenait de la signaler en vertu de sa qualité illustrative de la vision évènementielle de l'histoire.
Des chasseurs du XXIe siècle retournent dans les temps préhistoriques pour y traquer le dinosaure. De multiples précautions sont prises, car comme l'explique le guide, faisant sienne la théorie du chaos : « Supposons que nous tuons accidentellement une souris ici. Cela signifie que nous détruisons en même temps tous les descendants futurs de cette souris. Et tous les descendants des descendants des descendants de cette souris aussi. Qu'arrivera-t-il alors des renards qui ont besoin de ces souris pour vivre ? Privé de la nourriture que représentent dix renards, un lion meurt de faim. Un lion de moins et toutes sortes d'insectes, des aigles, des millions d'êtres minuscules, sont voués à la destruction. Et voici ce qui pourrait arriver cinquante-cinq millions d'années plus tard. Un homme des cavernes va chasser, pour se nourrir, un sanglier ou un tigre. Mais vous, vous avez détruit tous les tigres de la région. Et l'homme des cavernes meurt de faim. Et cet homme n'est pas un homme parmi tant d'autres. Non, il représente toute une nation à venir. C'est comme si vous égorgiez un des petits fils d'Adam. Le poids de votre pied sur une souris peut déchaîner un tremblement de terre dont les suites peuvent ébranler, jusqu'à leurs bases, notre planète et nos destinées ».
Malgré ces avertissements, un chasseur imprudent écrasera un papillon. À leur retour, en 2055, les résultats des élections présidentielles qui se sont déroulées quelques jours avant leur départ, s'en retrouvent changés.

### Un évènement consensuel?
Stéphanie Nicot et Eric Vial mettent en avant un autre critère de sélection pour ces points de divergence. « À moins de vouloir faire œuvre de combat, l'auteur doit choisir des évènements sur lesquels il s'est formé un large consensus (par exemple la Seconde Guerre mondiale) ou pour lesquels les passions se sont quelque peu éteintes (l'assassinat d'Henri IV ou celui de Jules César). À partir de là, aucun développement ne choquera le lecteur. Essayez en revanche d'écrire une uchronie sur la guerre d'Algérie, sur Vichy ou sur la Révolution française, et vous aurez manifestement un pamphlet, un livre à thèse, ou du moins, une œuvre militante ». Concernant la première hypothèse, il faudra attendre vingt-cinq ans pour voir arriver un magnifique contre-exemple, avec Rêves de gloire de Roland C. Wagner.
Cette citation élève quelques remarques. Premièrement, il croit que l'uchronie, selon Nicot et Vial, ne doit pas être militante et ne doit pas choquer son lecteur. Ensuite, on ne peut s'empêcher aussi de noter qu'une uchronie sur le régime de Vichy, qui est donc un sujet à éviter, serait aussi une uchronie sur la Seconde Guerre mondiale, sujet consensuel. En poussant plus loin la lecture de cet article, on comprend ce que les deux auteurs ont voulu dire : que cela serait moins choquant de faire tenir des propos fascisants à Jules César qu'à Jean Moulin.
Concluant sa réflexion sur le sujet, Eric B. Henriet, et reprenant ce critère consensuel, propose cette petite liste : « Pour faire une bonne uchronie, l'évènement fondateur doit être : primo, facilement reconnaissable du lecteur moyen, secundo, crédible, tertio, consensuel. Mais ce n'est pas tout. Encore faut-il qu'il permette à l'auteur des développements intéressants ».

### Un évènement intéressant
Bien que cet impératif d'intérêt soit évident a posteriori, il faut que l'évènement fondateur génère un monde intellectuellement attrayant pour le lecteur. Une infinité de mondes alternés peuvent être créés, certains dont le seul point divergent serait le code d'entrée de l'immeuble de mon boulanger. Il est clair que, uchroniquement parlant, ce monde-là n'a que peu d'intérêt. De toute façon, il n'entrerait pas dans cette définition car il a été demandé au récit uchronique de s'intéresser substantiellement à la nouvelle histoire et à ses conséquences.

## Introduction du point de divergence

### Absence de mention de point de divergence
Une nouvelle, très courte, ceci expliquant sans doute cela : L'Anniversaire du Reich de mille ans de Jean-Pierre Andrevon. Le titre est explicite quant au contenu uchronique de ce récit. Puisque l'action de la nouvelle se déroule lors du millième anniversaire du Troisième Reich et que celui est plusieurs fois signalé comme mondial, on comprend implicitement que les nazis ont remporté la Seconde Guerre mondiale et imposé leur régime au monde entier, mais il n'est jamais fait allusion à ce qui a bien pu provoquer ce changement, par rapport à l'histoire que nous connaissons.

### Introduction du point de divergence dans le prologue ou la préface
Certains auteurs ont choisi d'annoncer leur histoire différente dès le début. Keith Roberts dans Pavane le fait dans le prologue de son roman :

« Par une chaude soirée de juillet en l'an 1588, dans le palais royal de Greenwich, aux portes de Londres, une femme se mourrait ; dans sa poitrine, dans son abdomen, les balles d'un assassin… Élisabeth Ire, la Grande Élisabeth, reine d'Angleterre, n'était plus.
[…] La nouvelle parvint à Paris, à Rome, jusqu'à l'étrange forteresse de l'Escurial, où Philippe II songeait toujours à sa campagne d'Angleterre. La nouvelle que le pays était déchiré par une guerre intestine, atteignit les vaisseaux de l'Invincible Armada, alors qu'ils doublaient le cap Lizard pour rejoindre l'armée d'invasion de Parme sur la cote flamande. Pendant un jour entier, le sort de la moitié du monde resta en balance. Puis, il prit sa décision. Un à un, les galions et les caraques, les galères et les lourdes urcas firent voile vers le nord, vers Hastings et l'ancien champ de bataille de Santlache, où une fois déjà, des siècles auparavant, l'histoire avait été écrite. Dans les remous qui suivirent, Philippe fut installé sur le trône d'Angleterre ; en France, les partisans de Guise, encouragés par les victoires remportées outre-Manche, finirent par déposer la Maison des Valois, déjà affaiblie. La guerre des Trois-Henri se termina par le triomphe de la Sainte Ligue ; l'Église retrouva son pouvoir d'antan.
Une fois l'autorité de la Sainte Église catholique assurée, la nouvelle nation britannique déploya ses forces au service des papes, écrasant les protestants des Pays-Bas, détruisant la puissance des villes libres d'Allemagne au cours des interminables guerres luthériennes. Les colons du continent nord-américain restèrent sous la tutelle espagnole ; Cook planta en Australie le drapeau bleu cobalt de Pierre.
Pour certains, ces années furent les années de la plénitude, de la volonté de Dieu réalisée sur Terre. Pour d'autres, elles furent un nouvel age des ténèbres, hanté par des choses mortes et par d'autres dont il valait mieux oublier l'existence, ours et chats sauvages, loups-cerviers et fées.
Au-dessus de tout cela, s'étendait le long bras des papes punissant et récompensant ; l'Église militante exerçait sa suprématie. Mais, vers le milieu du XXe siècle, des murmures mécontents se faisaient entendre, de plus en plus fréquemment. Une fois de plus, la rébellion était dans l'air. » »

Dans une autre nouvelle de Robert Silverberg, éditée dans le même recueil que Légendes de la forêt veniane, Tombouctou à l'heure du Lion, l'auteur reprend la même technique que celle de Roberts et va même plus loin en expliquant dans la préface le principe de l'uchronie en plus d'y introduire son évènement fondateur :

« L'élaboration d'un récit sur le thème des mondes parallèles pose à l'auteur un problème épineux : comment faire connaître au lecteur le moment précis à partir duquel l'histoire dudit monde parallèle va diverger par rapport à celle de notre réalité ? Pour lui fournir l'explication nécessaire, on peut faire intervenir des devins, des visions, des rêves, ou encore les brillantes spéculations d'un personnage omniscient. Il arrive aussi que l'auteur triche, tout simplement, en assenant l'information dans son entrée en matière (« Alors que dans notre monde, où la Révolution française a réellement eu lieu… ») Parfois encore, le contexte montre de façon évidente qu'on se situe dans un monde parallèle (« Par une belle journée de 1978, l'ex-président John F. Kennedy ouvrit le journal du matin et… »). Dernier cas de figure : on rédige un avant-propos pour bien mettre les choses au point. Solution que j'adopte.
En un sens, "Tombouctou à l'heure du Lion" renvoie à un de mes romans, intitulé "La Porte des mondes". Dans ce récit, qui remonte déjà à quelques années, j'employais le stratagème du devin pour établir clairement le point de divergence entre les deux réalités. Mais cette fois-ci, il ne m'a pas paru fair-play d'utiliser la même ficelle. Le roman (qui se déroulait dans un 1963 parallèle et un Nouveau Monde régi par les Aztèques et les Incas) postulait que la Peste Noire de 1348, beaucoup plus dévastatrice que dans notre réalité, avait emporté les trois quarts – et non le quart – de la population d'Europe occidentale. Ce qui laisse cette dernière brisée et sans défense contre les impérialistes turcs, lesquels conquièrent tout sur leur passage, jusqu'à l'Angleterre. La Renaissance ne peut donc avoir lieu, pas plus que l'exploration du Nouveau Monde ou l'expansion coloniale européenne. Les royaumes d'Afrique noire comme les empires centre-américains du Nouveau Monde demeurent indépendants. Les techniques ne progressent que lentement. Les Turcs imposent leur langue et la religion islamique dans la majeure partie de l'Europe.
Et maintenant, cet autre monde a atteint son XXe siècle. L'empire ottoman sur le déclin commence à se morceler. Déjà l'Angleterre a reconquis son indépendance. D'autres nations se désengagent peu à peu. Pendant ce temps-là, dans le très grand et très ancien royaume africain du Songhaï… » »

Les choses ont le mérite d'être claires. Le point de divergence est rapidement évoqué (la Peste Noire plus dévastatrice), ainsi que ses conséquences toujours aussi rapidement. Le contexte de son uchronie bien planté, Silverberg peut commencer son récit. Mais cela ne le prive pas de rappeler plusieurs fois dans son livre la géopolitique de ce monde parallèle.
En plus de faire découvrir la réalité de son uchronie non évènementielle, Silverberg, dans cet avant-propos, avait donné différents procédés d'introduction du point de divergence.

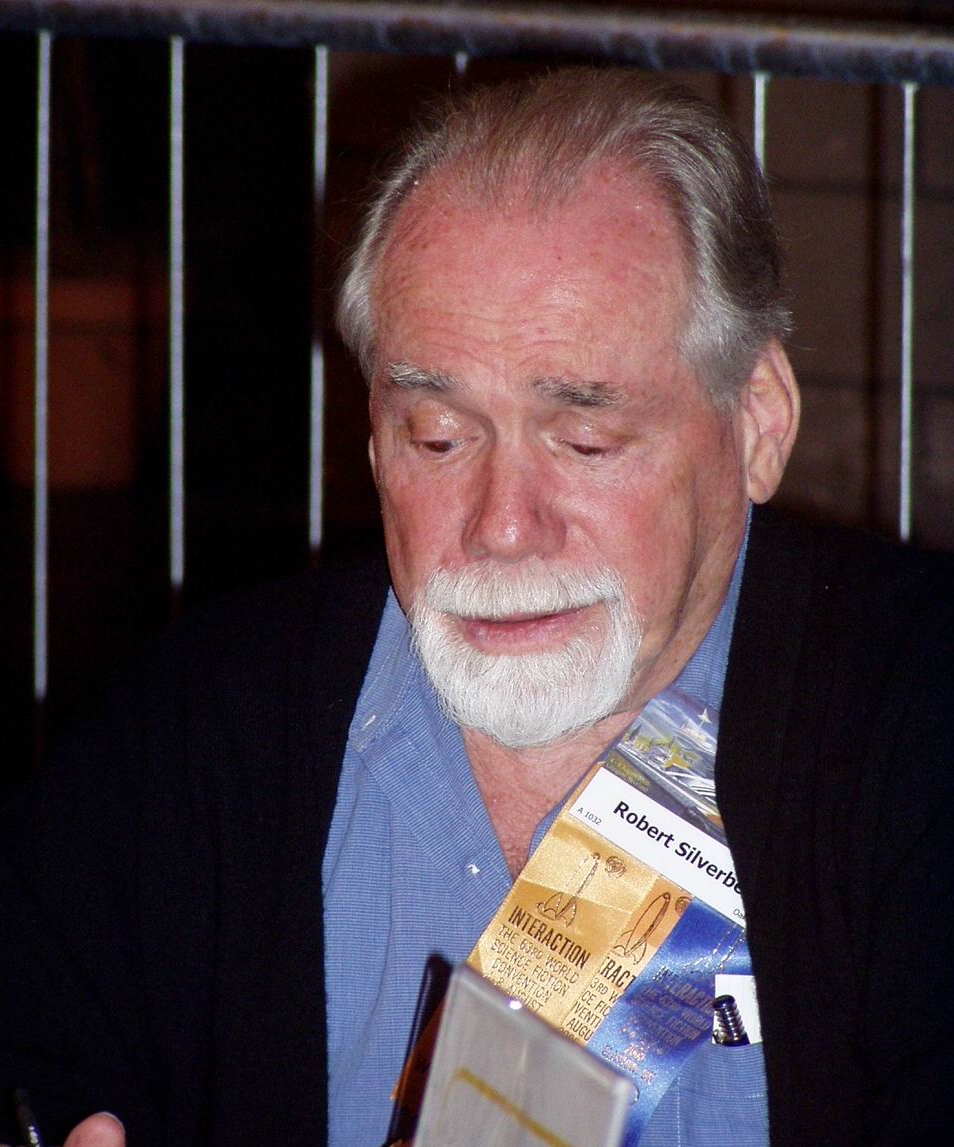
Robert Silverberg, auteur américain ayant livré plusieurs uchronies.

### Le point de divergence introduit par un personnage omniscient
Dans ce roman, le héros, un anglais du nom de Dan Beauchamp, quitte Londres que tout le monde appelle toujours New Istanbul, pour aller tenter sa chance dans le royaume aztèque. Une fois au Mexique, il rencontre un conseiller du roi, nommé Quéquex. C'est lui qui explique à Dan Beauchamp et au lecteur, le principe de la Porte des mondes, qui donne son nom au roman.

« – Chaque fois qu'un homme prend une décision il crée des mondes nouveaux au-delà de la Porte, l'un dans lequel il fait une chose, l'autre dans lequel il en fait une autre. Le paysan laboure son champ et s'arrête pour écraser d'une tape une mouche qui l'importune. Dans un monde, il l'écrase, dans un autre il ne prend pas la peine de s'arrêter pour si peu au milieu de son sillon. Cela ne fait guère de différence. Mais suppose que le paysan, en s'arrêtant pour écraser la mouche, échappe ainsi aux griffes d'un jaguar tapi à la lisière du champ. Dans un monde, le paysan chasse la mouche. Dans un autre, il continue son chemin et il est mangé. Sauf pour la famille du paysan, la différence cette fois encore est négligeable. Qu'il vive ou meure, le monde n'en sera pas bouleversé. À moins, toutefois, que le destin d'un de ses descendants soit d'aller à Tenochtitlan pour assassiner le roi. Si le paysan meurt, ce lointain descendant ne verra pas le jour : le roi continue de régner ; tout est différent de ce qui serait si le paysan s'était arrêté pour écraser la mouche, donc était resté en vie et avait engendré les ancêtres de l'assassin.
– Vous voulez dire qu'il y a un monde dans lequel la voiture a explosé et nous avec, et un monde dans lequel elle n'a pas du tout explosé, et un monde dans lequel elle n'a pas même pu démarrer ?
– Exactement, dit Quéquex, radieux. Un monde où tu n'existes pas parce que ton grand-père est mort au berceau. Un monde où je ne suis jamais né. Un monde dans lequel je suis roi du Mexique. Un monde dans lequel le Mexique a été conquis par l'Europe il y a cinq cents ans. Un monde sans hommes, habité seulement par des serpents verts aux multiples pattes. Un monde…
– Mais certains de ces mondes possibles sont absolument ridicules.
– Ridicules, peut-être. Néanmoins, possibles. Si un homme peut les imaginer, alors ils existent dans ce royaume derrière la Porte. Là existent tous les mondes possibles. Une infinité de mondes, créés à tout instant. Certains sont presque semblables. Il y a un milliard de mondes dans lesquels, au cours de ces dix dernières minutes, j'ai fait des gestes différents avec mon petit doigt mais où tout le reste est pareil. Un milliard…
– Comment certains de ces mondes qui sont à peine imaginables pourraient-ils exister vraiment ? Par exemple celui dans lequel l'Europe a conquis le Mexique ? L'Europe est bien incapable de conquête. Tout ce que nous avons pu faire, et ça nous a pris des siècles, c'est nous débarrasser des Turcs. Alors comment pourrions-nous conquérir le Mexique ? Surtout le Mexique !
– Que signifie pour toi l'année 1348 ?
– La Peste noire, bien sûr.
– Bravo. La Peste noire ! Le fléau qui a dévasté l'Europe, dévastant des villes entières. La peste et ses millions de victimes, les trois quarts de la population, aussi bien en Grande-Bretagne qu'en Pologne. L'Europe transformée en un immense cimetière…
– J'ai compris ! Si la Peste noire avait frappé les Hespérides au lieu de ravager l'Europe…
– Doucement. Il n'est même pas nécessaire de changer les évènements d'une façon si radicale. Disons que la peste a frappé l'Europe avec moins de sauvagerie. Les morts : non plus trois quarts mais un quart de la population. L'Europe en sort amoindrie mais elle garde quelque force. » »

Quéquex explique l'histoire telle que nous la connaissons à Dan Beauchamp. Celui-ci s'étonne toujours. « J'essayais de saisir dans son ensemble cette vision déformée de l'Histoire : l'Europe assez puissante pour battre les Turcs et lancer des bateaux sur les mers. Je savais ce que l'Europe avait été en réalité au début du XVIe siècle : un pays morne et désolé, converti de force à l'Islam, gémissant sous l'oppression des Turcs. En 1500, Londres comptait environ six mille habitants, comment un pays aussi misérable aurait-il pu équiper des navires qui traversent les mers ? ».
Ce qui est particulièrement intéressant ici est que Silverberg évoque à la fois la possibilité d'une uchronie évènementielle (le paysan et le jaguar) et d'une uchronie marxiste (la Peste noire).

### Omniprésence du point de divergence
Beaucoup d'uchronies présentent leur point de divergence subrepticement. Les informations y sont annoncées sur le ton de l'évidence, exactement comme n'importe quel roman réaliste postule la connaissance du monde où il se déroule et n'éprouve pas le besoin d'en établir la généalogie. Certain points de divergence sont d'ailleurs flous, non précisés ou apparemment multiples.
La nouvelle "Der des ders" de Jean-Jacques Régnier part d'une découverte technique non précisée relative à l'énergie électrique, qui implique l'échec de l'attentat de Sarajevo, et un déroulement très différent de la première Guerre mondiale, aboutissant cependant à une seconde guerre mondiale apparemment semblable à celle de l'histoire réelle.
À l'inverse, d'autres textes sont constitués à 99 % par le point de divergence en lui-même, de ses justifications et des conditions qui ont pu amener l'histoire à devenir différente.
Ponce Pilate de Roger Caillois est à signaler dans ce domaine. Des cent cinquante pages du livre, cent quarante-sept sont consacrées aux différents évènements, aux considérations du procureur romain Ponce Pilate, aux conseils de ses amis, aux pressions qui pèsent sur lui, à tout le cheminement qui va l'amener à libérer le Christ. Seules les trois dernières pages évoquent les conséquences de ces actes.
La nouvelle de Kim Stanley Robinson, Lucky Strike, est, elle aussi, constituée presque intégralement par le point de divergence. La mort du colonel Paul Tibbets y est certes rapidement évoquée, mais c'est surtout les états d'âme et les réflexions de son successeur qui y sont analysées. On retrouve les mêmes préoccupations que pour Caillois. Leur parti pris était de faire changer le destin de l'humanité par les actes d'un seul homme. Ils ont choisi deux voies différentes. Caillois a gardé l'homme de l'histoire, Ponce Pilate, mais l'a fait évoluer différemment pour arriver à un autre résultat que celui connu. Kim Stanley Robinson fait mourir l'homme en question et le remplace par un autre, justifiant en cela, par la différence de sensibilité, de caractère, d'humanisme, de visions des deux hommes, le fait que l'histoire prenne un tournant différent.
On vient de voir comment les uchronistes introduisaient leur point de divergence. On peut avoir l'impression qu'ils sont à la fois variés et présentés de manière différente. Mais finalement, sur leur contenu, ils n'offrent pas une si grande variété que cela.

## Thématiques du point de divergence

### Des thèmes récurrents

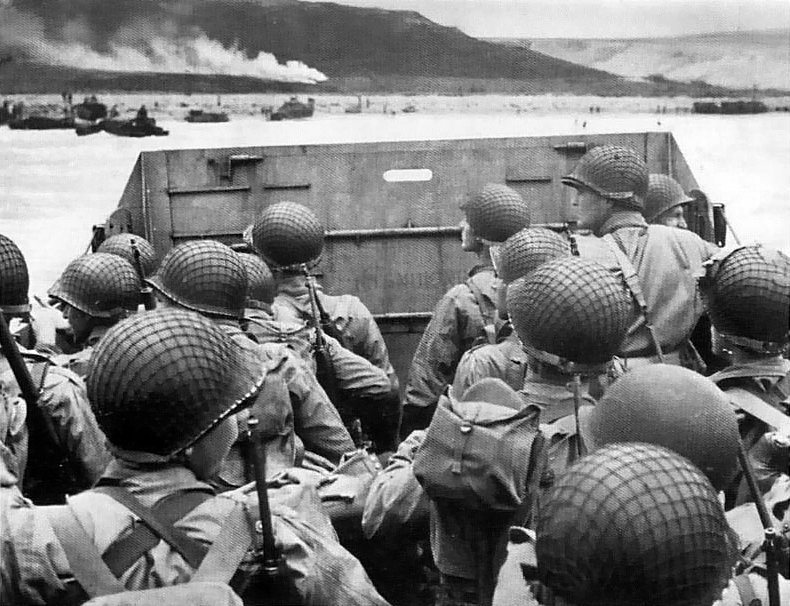
La Seconde Guerre mondiale a constitué le point de divergence de nombreuses uchronies. Souvent, c'est la défaite des alliés dans la Bataille de Normandie qui conduit à un monde divergent dans lequel les nazis gagnent la guerre, ou un autre déclencheur tel que Block 109.

Eric B. Henriet s'est en effet livré à un petit recensement des thèmes à la mode en Uchronie. En voici la liste :
- chute de la météorite du Yucatan et extinction des dinosaures,
- grandes migrations par le détroit de Behring,
- Empire romain,
- Christianisme ancien
- Pestes noires qui ont ravagé le Moyen Âge,
- Découverte du Nouveau Monde,
- L'Invincible Armada,
- Révolution française,
- Empire napoléonien,
- Guerre de Sécession,
- Première Guerre mondiale,
- Révolution russe.

Un évènement domine largement les autres : la Seconde Guerre mondiale, qui, selon Henriet, constitue à elle seule, le thème du quart des récits uchroniques publiés à ce jour. Dans une perspective pessimiste, la victoire des nazis est une hypothèse très utilisée. TV Tropes parle d'une « Loi de Godwin du voyage dans le temps », qui veut que la victoire des nazis est le résultat le plus probable de presque toute modification du passé.
Jacques Van Herp explique l'émergence de quelques thèmes récurrents en ces termes :
« Il faut au lecteur un minimum de connaissances pour entrer dans le jeu. L'Histoire peut pirouetter à chaque instant, encore que certains évènements semblent d'un plus grand poids. Mais le lecteur a-t-il la perception de leur importance ? Les connaît-il seulement ? Combien, en 1980, savent lier l'arrêt de la progression mongole en Europe avec la mort de l'Empereur à Pékin ? Combien, d'ailleurs, savaient que ces cavaliers des steppes avaient, en 1241, conquis la Russie, écrasé les armées de Pologne et de Hongrie, le tout en trois ans ? Que la Russie allait rester vassale pendant deux siècles ?… Et c'est sans doute pourquoi, en général, tout comme le roman de cape et d'épée a ses époques de prédilection, le roman uchronique se cantonne dans quelques périodes, toujours les mêmes ».

### Des sous-thèmes
Il faut noter aussi l'absence totale d'uchronies sur la guerre du Viêt Nam (avec des exceptions comme Watchmen et Retour vers le futur 2) et sur celle d'Indochine. Pourtant, « Điện Biên Phủ devrait inspirer autant que Gettysburg », note Henriet. Peut-être il y a l'influence du critère consensuel de Nicot et Vial.
La Guerre russo-japonaise de 1905 est totalement absente des uchronies, pourtant les développements possibles sur ce thème sont impressionnants : conquête par la Russie du Japon et de son empire colonial, établissement d'un protectorat russe sur la Chine du nord, puissance industrielle russe largement accrue entraînant sa prospérité économique, émergence d'une importante classe moyenne favorisant l'évolution vers une monarchie parlementaire, non-participation de la Russie à la Première Guerre mondiale, pas de prise de pouvoir par les bolcheviks, etc.
Les thèmes médiévaux sont presque absents bien qu'ils soient passionnants : l'on pourrait imaginer les conséquences de la mort prématurée de Saladin, la continuation de l'alliance des princes chrétiens de la péninsule ibérique après la bataille de Las Navas de Tolosa, la défaite française à Bouvines, ou encore, dans le haut Moyen Âge, le triomphe de l'arianisme et la domination des Wisigoths sur toute l'Europe en lieu et place de l'Empire carolingien…
Même dans le thème favori que constitue la Seconde Guerre mondiale, certains évènements ne sont pas encore exploités : par exemple une possible attaque massive franco-britannique dès octobre 1939 dans la Sarre, ou le succès de la contre-offensive allemande lors de la bataille des Ardennes (hiver 1944-45).

## Sa relation avec le temps du récit

### Le temps du récit doit-il être proche de l'évènement divergent?
Outre l'évènement divergent, une autre date est importante dans une uchronie, celle du temps du récit. Eric B. Henriet se pose la question : « Ces deux dates doivent-elles être nécessairement rapprochées dans le temps ? Autrement dit, pour décrire de manière crédible un monde alterné à partir d'un point de divergence donné, jusqu'où dans le futur de ce point est-il raisonnable d'imaginer le développement alterné de l'histoire ? ».
À cette question ont tenté de répondre Raymond Iss et Stéphanie Nicot, lors de la conférence « SF et Histoire », aux Galaxiales de Nancy, le 2 mai 1996. Les deux auteurs prétendent que ces deux dates ne doivent pas être distantes de plus de vingt ou trente ans. « L'amateur d'uchronie attend de l'auteur, disent-ils, un minimum de tenue de son scénario. Il ne peut pas se permettre n'importe quoi, comme d'écrire simplement que la civilisation romaine ne s'est pas écroulée et que, longtemps après, un certain général Napoléonus conquiert, pour la plus grande gloire de Rome, les terres slaves ».

### Des contre-exemples
Pourquoi se limiter à quelques décennies, comme le proposent les deux auteurs ? Charles Renouvier livre une uchronie en tout point crédible à la lecture, alors que son action se déroule sur des siècles. Certes, il y fait preuve d'un souci du réalisme assez poussé, il n'y dit pas « n'importe quoi » comme dans l'exemple d'Iss et de Nicot, mais cette crédibilité est due avant tout à sa virtuosité en tant qu'uchroniste.
En effet, Renouvier s'intéresse à des domaines aussi variés que l'évolution des mentalités, l'économie, la religion, la politique. Bon nombre de digressions uchroniques dans le livre ne participent pas à ce que nous appellerons l'intrigue principale. De plus, il ne se permet aucun raccourci comme celui de Napoléonus. Tout ceci concourt à faire de l'uchronie séculaire de Renouvier une uchronie bien plus réaliste que certaines, pourtant décennales, mais moins bien écrites. De fait, elle infirme donc la position d'Iss et de Nicot.
De plus, une nouvelle comme celle de Ray Bradbury, Un coup de tonnerre, qui ne se cache pas d'être une farce, qui peut faire réfléchir, mais une farce avant tout, joue de ces raccourcis et autres facilités, mais c'est justement ce qui fait sourire. L'uchronie ne doit pas toujours être sérieuse ou enseigner les mécanismes de l'histoire mais peut aussi faire sourire.
De même, six siècles séparent l'évènement divergent (la grande Peste de 1348) du temps du récit (1960) dans La Porte des mondes, de Robert Silverberg. On n'imagine mal l'intérêt d'écrire un roman se situant vingt ans après l'épidémie européenne qui, chez Silverberg a été trois fois plus dévastatrice. Les répercussions d'un tel évènement se calculent sur le long terme, au moins pour ce qui est des continents non-européens. Silverberg, plaçant son uchronie au Mexique, dans l'empire aztèque, ne pouvait pas décemment la situer en 1368. De plus, c'est sans doute l'une des uchronies les plus exotiques qui existe, en partie à la distance prise entre le temps du récit et celui de l'évènement divergent.
Une autre uchronie de Silverberg, Roma Æterna, présente en fait une dizaine de récits sur plus de mille ans, qui permet de se rendre compte de l'évolution de l'histoire alternative.